# Parasaphodes iceryae
Parasaphodes iceryae är en stekelart som först beskrevs av William Harris Ashmead 1904.  Parasaphodes iceryae ingår i släktet Parasaphodes och familjen puppglanssteklar. Inga underarter finns listade i Catalogue of Life.